# Calorifère

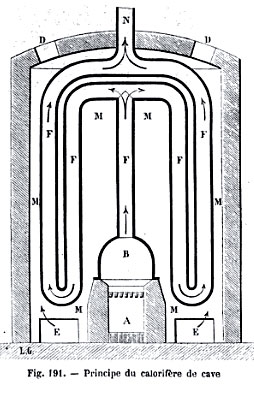
Principe du calorifère de cave.

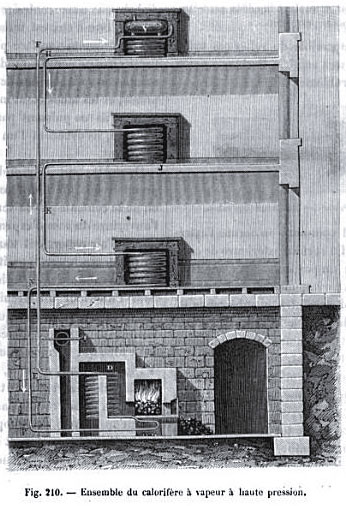
Calorifère à vapeur haute-pression.

Calorifère est un terme qui est utilisé pour désigner une plinthe électrique ou un radiateur électrique,. Il désigne des appareils de chauffage très variés aussi bien de grande que de petite tailles, ayant un caloporteur ou n'en ayant pas ; il a aussi été employé pour les émetteurs de chaleur (désignés maintenant par le mot : radiateur) : éléments externes des chaudières traversés par le caloporteur ou un courant électrique.
Dans le champ lexical technique spécialisé, ce terme est récupéré, lui donnant ainsi une seconde vie. Il est utilisé :
- Pour éviter les redondances par synonymie.
- Il est employé de plus en plus pour synthétiser la notion d'« appareil de chauffage » dans un sens très englobant, généraliste (appareils destinés, conçus pour émettre de la chaleur).

Le mot est apparu après le classique foyer de cheminée pour désigner les nouveaux foyers à feux « enfermés » améliorant les rendements et diminuant les pollutions. Ces foyers ont permis aussi de délocaliser la production de chaleur vers une autre pièce, où l'alimentation en air et les sous-produits de la combustion ne posent pas de problème. C'est l'un des premiers systèmes de chauffage central. Le calorifère peut être à feu continu ou intermittent. Il fonctionne généralement au charbon de plus ou moins bonne qualité ; il est alors généralement installé dans la cave et distribue l'air chaud dans les pièces habitées.
Il peut chauffer de l'air (aérocalorifère), de la vapeur basse pression, de la vapeur haute pression, de l'eau, etc.